# Coronel Xavier Chaves
Coronel Xavier Chaves là một đô thị thuộc bang Minas Gerais, Brasil. Đô thị này có diện tích 141,137 km², dân số năm 2007 là 3194 người, mật độ 23,6 người/km².